# Synidotea worliensis
Synidotea worliensis is een pissebed uit de familie Idoteidae. De wetenschappelijke naam van de soort is voor het eerst geldig gepubliceerd in 1959 door Joshi & Bal.